# Cheiracanthium cuniculum
Cheiracanthium cuniculum là một loài nhện trong họ Miturgidae.
Loài này thuộc chi Cheiracanthium. Cheiracanthium cuniculum được Ottó Herman miêu tả năm 1879.